# بانک مرکزی ونزوئلا
بانک مرکزی ونزوئلا (اسپانیایی: Banco Central de Venezuela‎) بانک مرکزی ونزوئلا است، که در سال ۱۹۳۹ تأسیس شد.